# 카발리에리 광장

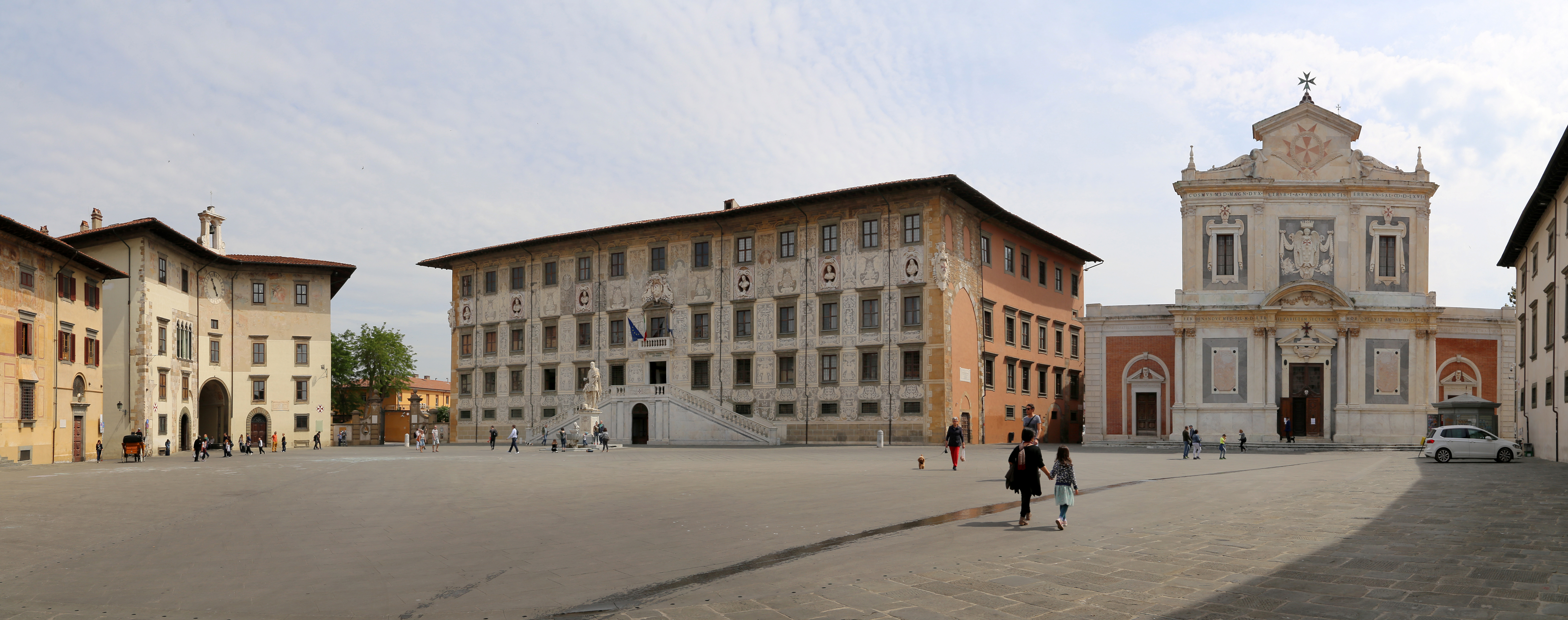
카발리에리 광장

카발리에리 광장(이탈리아어: Piazza dei Cavalieri)은 이탈리아 피사에 있는 광장이다.